# Cavenham
Cavenham is een civil parish in het bestuurlijke gebied Forest Heath, in het Engelse graafschap Suffolk met 136 inwoners.